# Elleston Trevor
Elleston Trevor, geboren als Trevor Dudley-Smith (Bromley, 17 februari 1920 – Cave Creek, 21 juli 1995) was een Brits-Amerikaans schrijver van avonturen-, oorlogs- en misdaadromans, thrillers, kortverhalen, toneelstukken en kinder- en jeugdboeken. Hij was een zeer productief auteur en gebruikte naast zijn eigen naam talrijke pseudoniemen: Simon Rattray, Mansell Black, Trevor Burgess, Roger Fitzalan, Howard North, Warwick Scott, Caesar Smith, Lesley Stone, Adam Hall en Elleston Trevor.

## Biografie
Dudley-Smith studeerde in Kent (zeer tegen zijn zin) aan de public school van Sevenoaks en diende in de Tweede Wereldoorlog bij de Royal Air Force als een vliegtuigingenieur. Hij begon al tijdens de oorlog te schrijven en publiceerde onder meer een aantal dierverhalen voor kinderen en een verzameling korte verhalen onder de titel Elleston Trevor Miscellany. Na de oorlog werd hij voltijds schrijver. In de jaren 1950 oogstte hij bekendheid met enkele romans gesitueerd in de Tweede Wereldoorlog, waaronder Squadron Airborne (rond de Battle of Britain), The Killing Ground (over de invasie op D-Day) en The Big Pick-Up (over Operatie Dynamo en in 1958 verfilmd als Dunkirk).
Hij woonde een aantal jaren in Spanje en Frankrijk en ging in 1973 naar de Verenigde Staten, waar hij zich vestigde in Phoenix (Arizona). Hij liet zijn wettelijke naam tevens veranderen in Elleston Trevor, de naam die hij in 1946 voor het eerst als pseudoniem had gebruikt. Onder die naam verscheen in 1964 zijn avonturenroman The Flight of the Phoenix, die door Robert Altman is verfilmd.
Onder het pseudoniem Adam Hall schreef hij een reeks van negentien thrillers rond de Britse geheimagent Quiller. Voor The Quiller Memorandum ontving hij in 1965 de Edgar Allan Poe Award en de Franse Grand Prix de Littérature Policière. Dit boek is daarna door Michael Anderson verfilmd met George Segal in de titelrol.
Trevor huwde tweemaal: in 1947 met Jonquil Burgess, een kinderboekenschrijfster, en na haar dood in 1986 met de schrijfster Chaille Anne Groom (1987). Hij stierf in 1995 aan kanker.